# Rock Hullám
A Rock Hullám egy négyrészes kislemezsorozat volt az MHV Pepita kiadónál.

## Története
A Rock Hullám, más néven a PM (Pesti Műsor) tehetségkutató versenyt 1980-ban rendezték meg. A középdöntőt a Metro klubban, a döntőt pedig a Budai Ifjúsági Parkban tartották. Az MHV Pepita, a rendezvény teljes hanganyagát rögzítette, a Magyar rádió felvételeként. A verseny tétje egy-egy féloldalas kislemez volt, az első helyezett egy teljes kislemezt készíthetett, míg a második és harmadik helyezettnek egy kislemezen kellett osztoznia.
A verseny első helyezettje a budapesti Rockwell együttes lett, a második helyen a kalocsai Delfin Rt., harmadik helyen pedig az instrumentális progrock-ot játszó SOLARIS végzett. A rendezvényen olyan, ma már kultikusnak számító együttesek is felléptek, mint a HIT-Rock. ŐK ugyan nem értek el helyezést, viszont jól szerepeltek a versenyen, ezért az MHV jóvoltából ők is kaptak lehetőséget kislemez készítésére, amelyet ott helyben elkészítettek, koncertfelvétel formában. A kislemezek még nem láttak napvilágot CD formátumban.

## Kiadványok
I. Kislemez
- East: A valóság hangjai / Szirének (Az East együttes szerzeményei) (1980)

Katalógusszáma: SPS 70450 (Stereo)
II. Kislemez
- Rolls: Már megtanultam rég (Tóth Miklós – D. Nagy Lajos) / Ikarus: Barát, vagy ellenség? (Akantisz Sándor – Galla Miklós – Márffy Zsolt – Szakács László) (1980)

Katalógusszáma: SPS 70448 (Stereo)
III. Kislemez
- HIT-Rock: A vén csavargó halála (Babári József – Papp József) / Solaris: Solaris (A Solaris együttes szerzeménye) (1980)

Katalógusszáma: SPS 70449 (Stereo)
IV. Kislemez
- Delfin Rt.: Embernek születtél (Köteles István – Geri Gábor – Duka Félix) / Óceán: Fáj, hogy elmentél (Windisch István – Schumeth István) (1980)

Katalógusszáma: SPS 70447 (Stereo)

## Külső hivatkozások
- HIT-Rock 1980 Archiválva 2010. december 2-i dátummal a Wayback Machine-ben
- A SOLARIS együttes hivatalos honlapja
- Rolls Frakció hivatalos weboldal
- Az Óceán: "Fáj, hogy elmentél" c. dala